# Psychotria marojejensis
Psychotria marojejensis är en måreväxtart som beskrevs av Cornelis Eliza Bertus Bremekamp. Psychotria marojejensis ingår i släktet Psychotria och familjen måreväxter. Inga underarter finns listade i Catalogue of Life.